# Rhorus subfasciatus
Rhorus subfasciatus là một loài tò vò trong họ Ichneumonidae.